# Theo Bos (piłkarz)
Theo Bos (ur. 5 października 1965 w Nijmegen, zm. 28 lutego 2013 w Elst) – holenderski piłkarz, trener. Od stycznia 2011 do 13 marca 2011 był trenerem drużyny Polonia Warszawa.

## Kariera piłkarska
Bos spędził całą swoją karierę piłkarską w jednym klubie, grając dla drużyny Vitesse Arnhem. Na przestrzeni 14 lat wystąpił w 369 meczach, strzelając przy tym 9 bramek.

## Kariera trenerska
Pierwszym klubem w którym pracował Theo Bos, od 2005, to FC Den Bosch. Pod koniec 2009 powrócił do swojego macierzystego klubu, tym razem jako trener drużyny. W październiku 2010 z funkcji trenera zwolnił go nowy właściciel klubu gruziński biznesmen Merab Jordania.
W styczniu 2011 został zatrudniony przez właściciela drużyny piłkarskiej Polonia Warszawa Józefa Wojciechowskiego jako pierwszy trener. Jego kariera z drużyna „Czarnych Koszul” nie trwała długo bowiem 13 marca 2011 roku został zwolniony z funkcji trenera Polonii Warszawa po porażce z Zagłębiem Lubin 0:1.